# HRT F1 Team
HRT Formula One Team lub HRT F1 Team – hiszpański zespół wyścigowy założony w 1998 roku przez byłego kierowcę wyścigowego Adriána Camposa, w 2010 roku przejęty przez hiszpańskiego biznesmena José Ramóna Carabante. Obecnie w posiadaniu zespołu jest hiszpańska spółka inwestycyjna – Thesan Capital, która nabyła pakiet kontrolny akcji w zespole, w lipcu 2011 roku. W latach 2010–2012 zespół startował w Formule 1, początkowo jako Hispania Racing F1 Team, a następnie HRT Formula One Team. Najwyższą pozycją w wyścigu w historii zespołu, było trzynaste miejsce zdobyte przez Vitantonio Liuzziego podczas Grand Prix Kanady 2011.

## Historia

### Formuła 3 i seria GP2

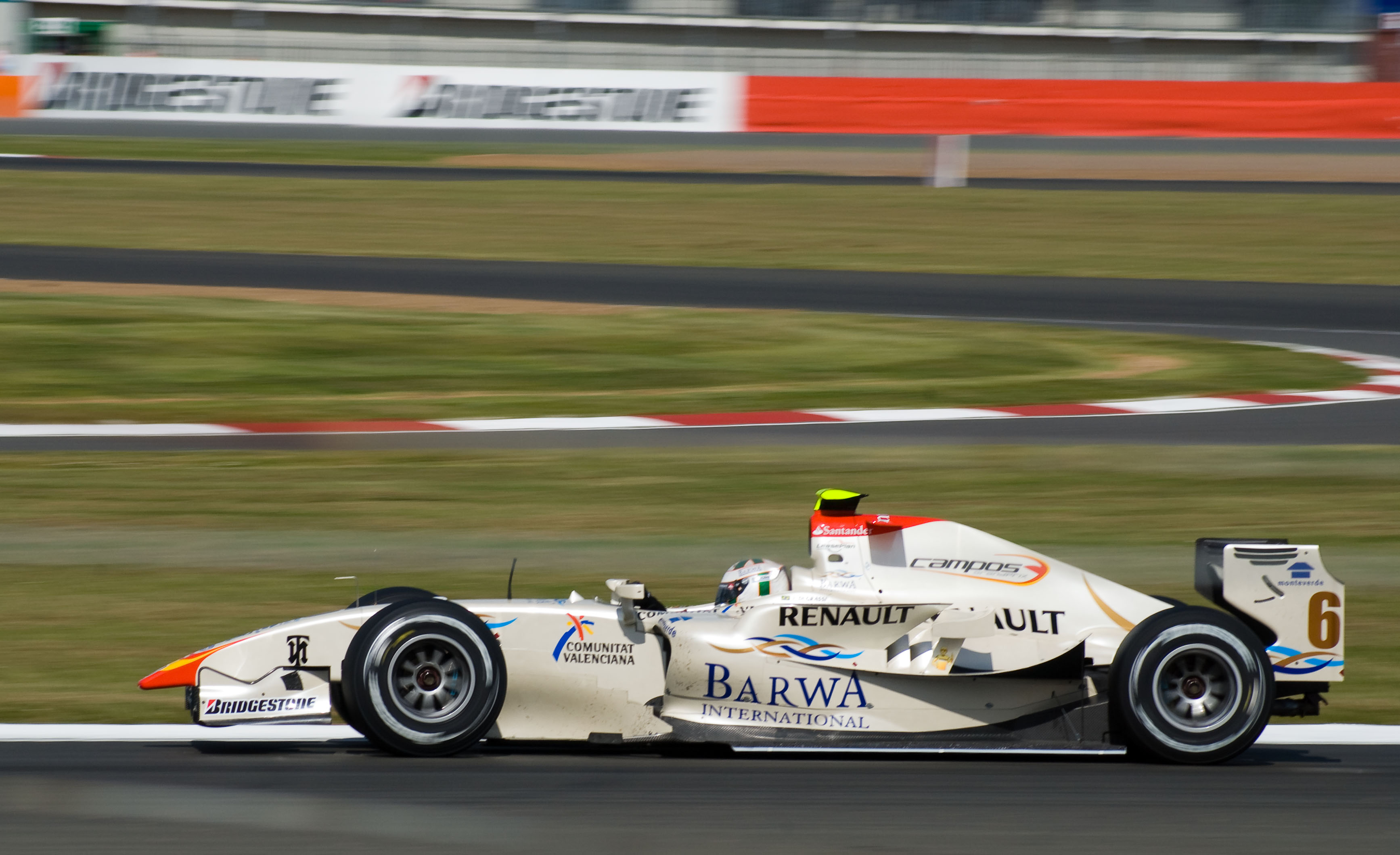
Lucas Di Grassi w 2008 roku podczas wyścigu serii GP2 na torze Silverstone

Obecnie zespół ten (pod nazwą Campos F3 Racing) wystawia samochody w serii European F3 Open, dawniej znanej jako hiszpańska Formuła 3. W 2008 zespół zdobył oba tytuły mistrzowskie w tej serii.
Pomimo tego, Campos Grand Prix to zespół najbardziej znany ze swych startów w serii GP2 od początku istnienia serii. W pierwszych dwóch sezonach drużyna Adriána Camposa nie osiągała wysokich rezultatów. Dwa razy zajęła odległe, dwunaste miejsce w klasyfikacji konstruktorów. Trafną decyzją okazało się jednak zakontraktowanie doświadczonego Włocha Giorgio Pantano na sezon 2007. Zdobył on 59 spośród 80 punktów zgromadzonych przez zespół, co pozwoliło zespołowi na zajęcie trzeciego miejsca w klasyfikacji konstruktorów. W sezonie 2008 zespół Campos Grand Prix zdobył 103 punkty i wywalczył tytuł mistrzowski wśród konstruktorów.
Campos Grand Prix angażowało się w starty w azjatyckiej serii GP2. Dwa pierwsze sezony serii zespół ukończył na trzeciej pozycji. W październiku 2008 roku Adrián Campos postanowił sprzedać swoje udziały w zespole GP2 dotychczasowemu współudziałowcowi, Alejandro Agagowi. Przez to nazwa Campos zniknęła z GP2, zespół obecnie startuje pod nazwą Barwa Addax International Team.

### Próba wejścia do Formuły 1
W 1993 roku z Adriánem Camposem na czele zespół HRT wtedy pod nazwą Bravo F1 próbował wejść do Formuły 1. Bolid skonstruowany został przez Nicka Wirth’a. Załoga zespołu liczyła wtedy tylko czwórkę mechaników. Fédération Internationale de l’Automobile postanowiła nie dać zespołowi pozwolenia na wejście do Formuły 1, co spowodowało zakończenie projektu Bravo F1.

### Campos Meta Team
Podczas rekrutacji nowych zespołów do sezonu 2010, zespół został zgłoszony jako Campos Meta Team. 12 czerwca 2009 roku zespół został wybrany jako jeden z trzech nowych zespołów, obok US F1 Team oraz Manor Grand Prix, do udziału w sezonie 2010. Szefem ekipy został Adrián Campos, a bolid przygotować miała włoska firma Dallara zajmująca się dostarczaniem nadwozi do różnych serii jak IndyCar czy Serii GP2. Dostawcą silników miał być brytyjski Cosworth, który powracał po czteroletniej przerwie, kiedy to ostatni raz dostarczał silniki Williamsowi. 30 października jeszcze jako Campos Meta Team, zespół ogłosił iż Bruno Senna, siostrzeniec trzykrotnego mistrza świata Formuły 1 Ayrtona Senny został kierowcą zespołu. Na początku grudnia pojawiły się pierwsze doniesienia, jakoby zespół miał problemy finansowe i zostać przejęty przez Volkswagena. Z dnia na dzień plotki się nasilały, jednak w końcu zespół został kupiony przez hiszpańskiego milionera José Ramóna Carabante. Razem z nowym właścicielem zespołu zmieniła się jego nazwa na Hispania Racing F1 Team.

### Hispania Racing F1 Team

#### Sezon 2010

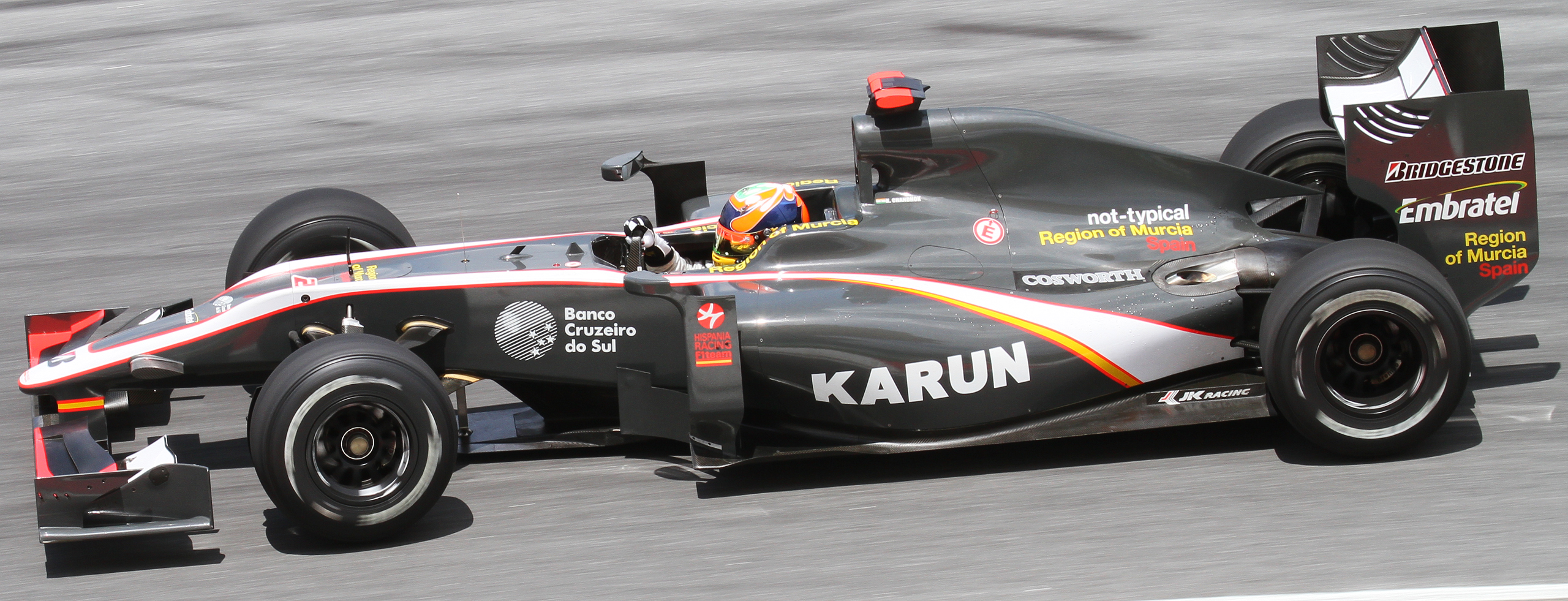
Karun Chandhok podczas drugiego treningu do Grand Prix Malezji 2010

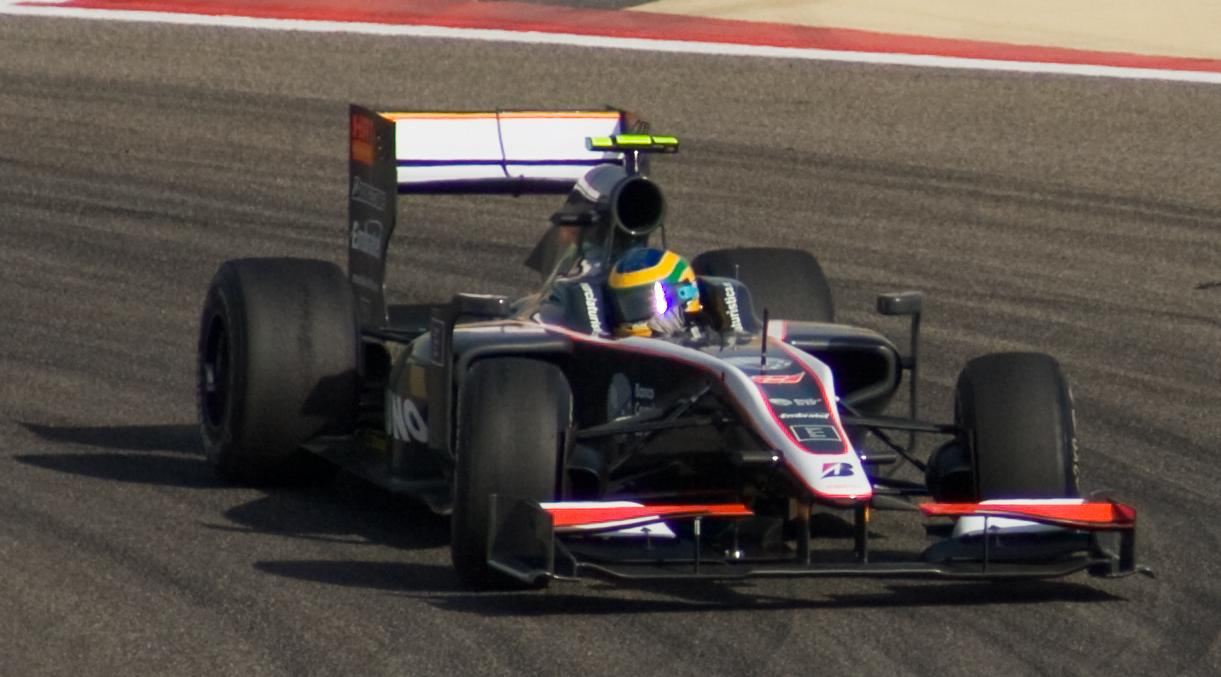
Bruno Senna podczas Grand Prix Bahrajnu 2010

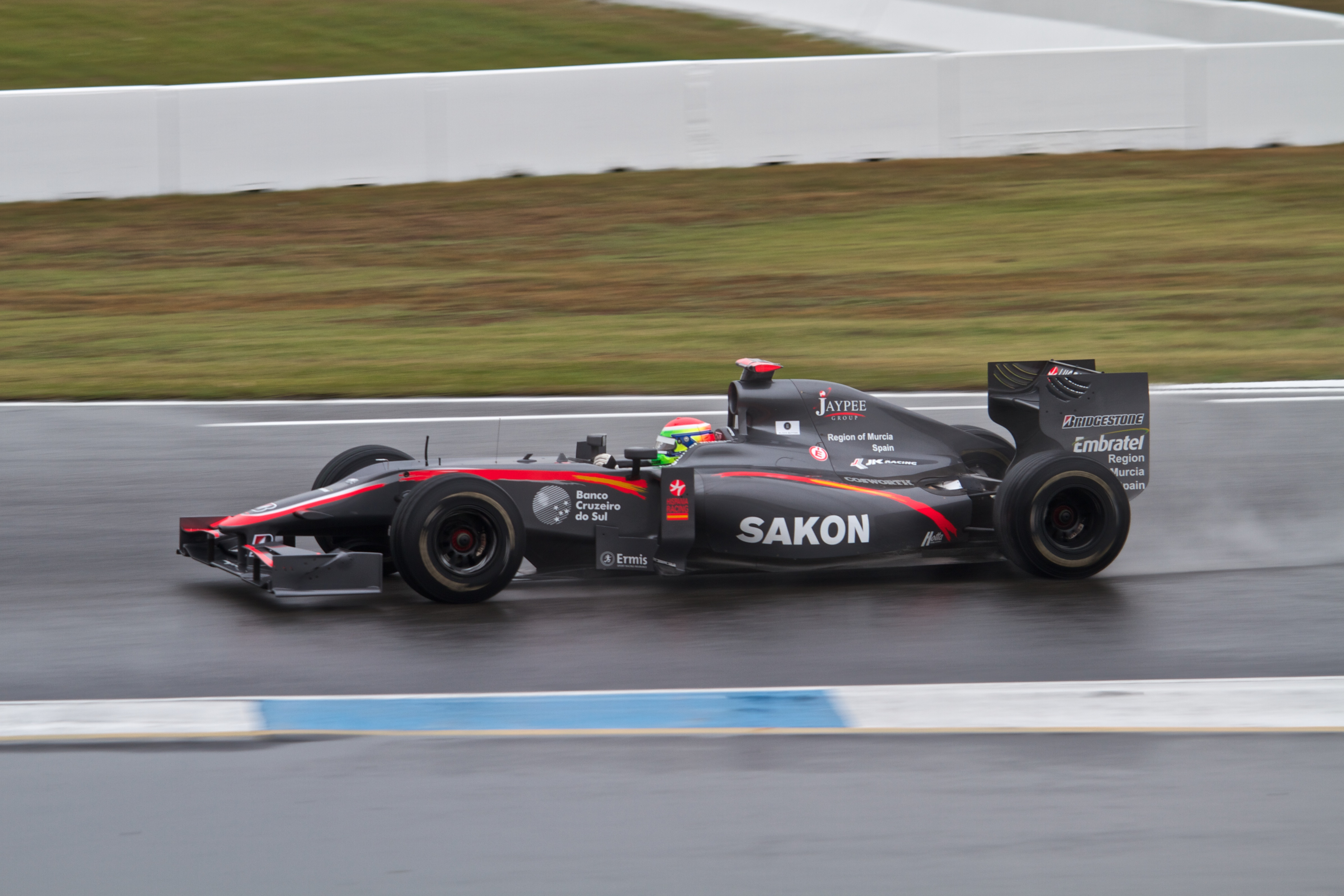
Sakon Yamamoto podczas pierwszego treningu do Grand Prix Niemiec 2010

19 lutego zespół Campos Meta Team został odkupiony przez José Ramóna Carabante i razem z tym została zmieniona nazwa teamu na Hispania Racing F1 Team. Został także zmieniony szef zespołu na Colina Kollesa, który wcześniej współpracował z Force India, Spykerem, MF1 i Jordan Grand Prix.
4 marca w fabryce zespołu w Murcji odbyła się prezentacja bolidu oznaczonego kodem Hispania F110. Tego samego dnia przed prezentacją, zespół ogłosił Karuna Chandhoka drugim kierowcą zespołu.
12 marca bolid Hispania F110 zaliczył swoje pierwsze okrążenia podczas pierwszego treningu do Grand Prix Bahrajnu 2010. Kilka okrążeń bolidem przejechał Bruno Senna. Były to okrążenia instalacyjne, które de facto były pierwszym testem nowej konstrukcji Dallary. Bolid trzeba było wypchnąć z garażu, aby mógł go opuścić. Senna został sklasyfikowany na 23. miejscu, a Chandhok, który nie przejechał nawet kilku metrów, został sklasyfikowany na ostatniej, 24. pozycji. Podczas drugiego treningu było już lepiej, ale wyłącznie dla Senny, który zrobił bolidem siedemnaście okrążeń i były one mierzone, co było przepustką dla niego do udziału w kwalifikacjach i wyścigu. Czas który osiągnął Senna był 11 sekund gorszy od najlepszego czasu Nico Rosberga. Chandhok ponownie nie przejechał ani jednego okrążenia. Do trzeciego treningu ponownie wyruszył wyłącznie Bruno Senna, który uzyskał czas gorszy o 10 sekund od najlepszego czasu Fernando Alonso. Chandhok kolejny raz nie wyruszył na tor co oznaczało dla niego iż nie powinien wziąć udziału w kwalifikacjach i wyścigu; mimo to sędziowie postanowili zrobić wyjątek i pozwolili mu wyruszyć na tor podczas kwalifikacji. Senna zakwalifikował się z 23 czasem, lepszym o sekundę od partnera zespołowego, który zakwalifikował się 24. Na pierwszym okrążeniu z wyścigu odpadł Chandhok, który stracił kontrolę nad bolidem i uderzył nim o ścianę. Siedemnaście okrążeń później, przez awarię chłodnicy Senna także musiał zakończyć rywalizację.
Do Grand Prix Australii, kierowcy zespołu startowali, tak jak poprzednio z ostatnich pozycji. Senna był 23., a Chandhok 24. Po czterech okrążeniach wyścigu, wycofał się Bruno Senna, ponieważ w jego bolidzie doszło do awarii układu hydraulicznego. Bezproblemowo udało się dokończyć wyścig Karunowi, który ukończył go ze stratą pięciu okrążeń do zwycięzcy wyścigu, Jensona Buttona.
Podczas kwalifikacji do Grand Prix Malezji kierowcy HRT tym razem nie byli w nich ostatni, z racji tego, iż najgorszy czas kwalifikacyjny miał kierowca Virgin Racing – Lucas Di Grassi. Senna był 23., a Chandhok 22. Zespołowi HRT podczas wyścigu udało się po raz pierwszy dowieść do mety oba bolidy. Co więcej, Karun i Bruno nie byli ostatni ponieważ ostatni linię mety przekroczył Jarno Trulli z Lotus Racing. Chandhok wyścig zakończył ze stratą trzech okrążeń do zwycięzcy Sebastiana Vettela, a Senna czterech.
Następną rundą było Grand Prix Chin, gdzie Senna zakwalifikował się 23., a Chandhok 24. Do mety ponownie dojechały obydwa bolidy HRT. Bruno był 16., a Karun ostatni, 17.
Po wyścigu zespół ogłosił, iż Sakon Yamamoto został kierowcą testowym ekipy. Yamamoto wcześniej współpracował w sezonie 2006 z Super Aguri, gdzie przez połowę sezonu jeździł dla tej ekipy, a rok później związał się ze Spykerem, gdzie wziął udział w 7 wyścigach. W żadnym z wyżej wymienionych zespołów, Japończyk nie zdobył punktów.
5 maja zespół podał, że drugim testerem ekipy został Austriak Christian Klien, który kiedyś był kierowcą Jaguar Racing i Red Bull Racing. Klien miał także epizody jako kierowca testowy Hondy i BMW Sauber.
Po ponad trzytygodniowej przerwie, Formuła 1 zagościła w Hiszpanii, gdzie kierowcy Hispanii Racing ponownie zakwalifikowali się jako ostatni. Bruno był 24., a Karun 23. Wyścigu nie ukończyli obaj kierowcy HRT. Bruno na pierwszym okrążeniu wbił się w bandę z opon, a Chandhok wycofał się z rywalizacji na 27. kółku przez uszkodzenia wywołane najpierw uderzeniem w tył bolidu przez Felipe Massę, a następnie w przód przez Jaime Alguersuariego.
Do Grand Prix Monako, kierowcy HRT tak jak do Grand Prix Malezji nie startowali ostatni, ponieważ Fernando Alonso podczas trzeciego treningu rozbił bolid i mechanicy nie byli w stanie naprawić auta przed kwalifikacjami, więc Hiszpan zmuszony był do startu z boksów do niedzielnego wyścigu. Chandhok był 23., a Senna 22. Linii mety nie przekroczyły oba bolidy HRT, Bruno na 58. okrążeniu zakończył wyścig przez awarię układu hydraulicznego, a osiem okrążeń przed końcem wyścigu na Chandhoka wpadł Jarno Trulli. Jednak jako że stało się to osiem okrążeń przed końcem wyścigu, Karun został sklasyfikowany na czternastym miejscu powtarzając wynik z Grand Prix Australii. Po tym wyścigu w klasyfikacji konstruktorów HRT wyprzedziło zespół Virgin Racing, awansując na jedenaste miejsce.
Podczas kwalifikacji do Grand Prix Turcji ostatnie miejsce zajął Karun Chandhok. Bruno udało się wyprzedzić Lucasa di Grassi, zajmując dzięki temu 22. miejsce. Mety wyścigu znów nie przekroczyły oba bolidy HRT. Na 46. okrążeniu Senna wycofał się z wyścigu przez kłopoty z ciśnieniem paliwa. Przez ten sam problem z rywalizacji odpadł Chandhok, który został sklasyfikowany na 20. miejscu, z racji przejechania 52 z 58 okrążeń toru Istanbul Park.
W kwalifikacjach do Grand Prix Kanady kierowcy Hispanii Racing ponownie zakwalifikowali się na ostatnich miejscach. Chandhok był ostatni dostając jeszcze karę przesunięcia o pięć pozycji za wymianę skrzynie biegów. Bruno był 23. Chandhok ukończył wyścig na 18. miejscu, a Senna odpadł z dalszej rywalizacji po trzynastym okrążeniu przez awarię skrzyni biegów.
W kwalifikacjach do Grand Prix Europy kierowcy HRT zajęli ponownie ostatnie miejsca. Bruno był 24., a Karun 23. Podczas wyścigu po raz trzeci udało się doprowadzić do mety oba bolidy Hispanii. Karun był 19., a Bruno zajął 20. miejsce.
Do Grand Prix Wielkiej Brytanii zamiast Bruno Senny w wyścigu wystartował Sakon Yamamoto. W kwalifikacjach Yamamoto zajął ostatnie miejsce za Chandhokiem ze stratą 0,4 sekundy. Po raz kolejny w sezonie udało się dowieść do mety oba bolidy HRT. Sakon był ostatnim sklasyfikowanym, czyli 20., a Karun 19. Jak się później okazało był to ostatni start Chandhoka w tym sezonie.
Dwa tygodnie po wyścigu na torze Silverstone rozpoczął się weekend wyścigowy w Niemczech do Grand Prix Niemiec. Tym razem w kwalifikacjach zespół HRT nie był ostatni. Sakon Yamamoto który tym razem zastąpił Karuna Chandhoka zakwalifikował się 23. przed Lucasem di Grassim, a Bruno Senna był 21. przed Vitantonio Liuzzim, który rozbił bolid podczas pierwszej części sesji kwalifikacyjnej. W wyścigu tylko Senna dojechał do mety na 19. miejscu. Yamamoto zakończył swój udział w wyścigu na dziewiętnastym okrążeniu przez awarię skrzyni biegów.
Tydzień po Grand Prix Niemiec, Formuła 1 przeniosła się do Węgier na Grand Prix Węgier, gdzie Yamamoto zakwalifikował się jako 24., a Senna był 23. Yamamoto zakończył wyścig ostatni na 19. miejscu, a Senna był 17. przed di Grassim. Było to już piąte Grand Prix gdzie oba bolidy HRT dotarły do mety.
Trzy tygodnie po wyścigu na Węgrzech odbył się wyścig na Circuit de Spa-Francorchamps w Belgii, gdzie Bruno Senna miał nadzieje na najlepszy wynik w sezonie. Jeśli chodzi o kwalifikacje to nadzieje ekipy były uzasadnione ponieważ Sakon Yamamoto zakwalifikował się 21., a Bruno Senna 20. Wyścigu nie ukończył Senna przez awarię zawieszenia, a Yamamoto ukończył ponownie wyścig ostatni, na dwudziestym miejscu.
W kwalifikacjach do Grand Prix Włoch, kierowcy ekipy znów zakwalifikowali się ostatni. Yamamoto był 24., a Senna 23. Na 11. okrążeniu Senna wycofał się z dalszego udziału w wyścigu przez problemy z układem paliwowym, a Yamamoto ukończył wyścig przedostatni, na 19. miejscu. Podczas wyścigu doszło do incydentu w boksach podczas postoju Sakona Yamamoto. Podczas wyjazdu z alei, Japończyk potrącił swojego mechanika za co zespół został ukarany grzywną 10 000 USD. Mechanik został zabrany karetką, jednak w szpitalu nie wykryto u niego poważnych obrażeń.
Do Grand Prix Singapuru zamiast Sakona Yamamoto wystartował drugi tester ekipy – Christian Klien. Do wyścigu na 23. miejscu zakwalifikował się Senna, a 22. był Klien z przewagą ponad dwóch sekund nad swoim partnerem. Kierowcy HRT nie byli znów ostatni ponieważ Massa nie wykonał okrążenia mierzonego przez awarię silnika. Wyścigu nie ukończyli obaj kierowcy. Senna który uderzył w rozbity bolid Kobayashiego odpadł na 29. okrążeniu, a Klien na 31. przez awarię układu hydraulicznego.
Do Grand Prix Japonii 2010 ponownie wystartował Yamamoto w miejsce Christiana Kliena. W kwalifikacjach zespół HRT ponownie był najwolniejszy. Sakon był 24 a Bruno 23. Kierowcy HRT ukończyli wyścig odpowiednio na 16. i 15. miejscu.
W kwalifikacjach do Grand Prix Korei Południowej, tym razem ostatni zakwalifikował się Senna za Sakonem Yamamoto. W wyścigu Bruno był 14., a Sakon 15. Rezultat Senny był po raz trzeci najlepszy w sezonie.
Do Grand Prix Brazylii zamiast Yamamoto wystartował drugi raz w sezonie Christian Klien. Znów Austriak okazał się być lepszym od Senny, kwalifikując się na 23. miejscu. Do wyścigu Klien wystartował z boksów pięć kółek po innych przez awarię hydrauliki podczas dojazdu na pola startowe. Wyścig ukończyli obaj kierowcy HRT. 22. był Klien ze stratą sześciu, a 21. Senna ze stratą dwóch okrążeń do zwycięzcy wyścigu – Sebastiana Vettela.
W ostatnim wyścigu sezonu w Abu Zabi wystartował ponownie duet Klien-Senna. Do wyścigu Klien zakwalifikował się 24., a Senna 23. Ponownie obaj kierowcy ukończyli wyścig, Christian na 20. miejscu, a Bruno na 19.
HRT zakończyło sezon z zerowym dorobkiem punktowym, na jedenastym miejscu w tabeli konstruktorów przed zespołem Virgin Racing i za zespołem Lotus Racing.
Na testy młodych kierowców na torze Yas Marina w Abu Zabi, Hispania zaprosiła na testy Pastora Maldonado, Josefa Krála i Davide Valsecchiego.
Po testach Hispania wyraziła chęć zatrudnienia Davide Valsecchiego, jeżeli ten zgromadzi tylko odpowiednie fundusze aby kupić sobie miejsce w przyszłorocznym bolidzie zespołu. Kandydatami na miejsce w bolidzie HRT byli Pedro de la Rosa, Bruno Senna, Karun Chandhok, Christian Klien i Davide Valsecchi. Zespół HRT dążył do zawarcia umowy z Toyotą.

#### Sezon 2011

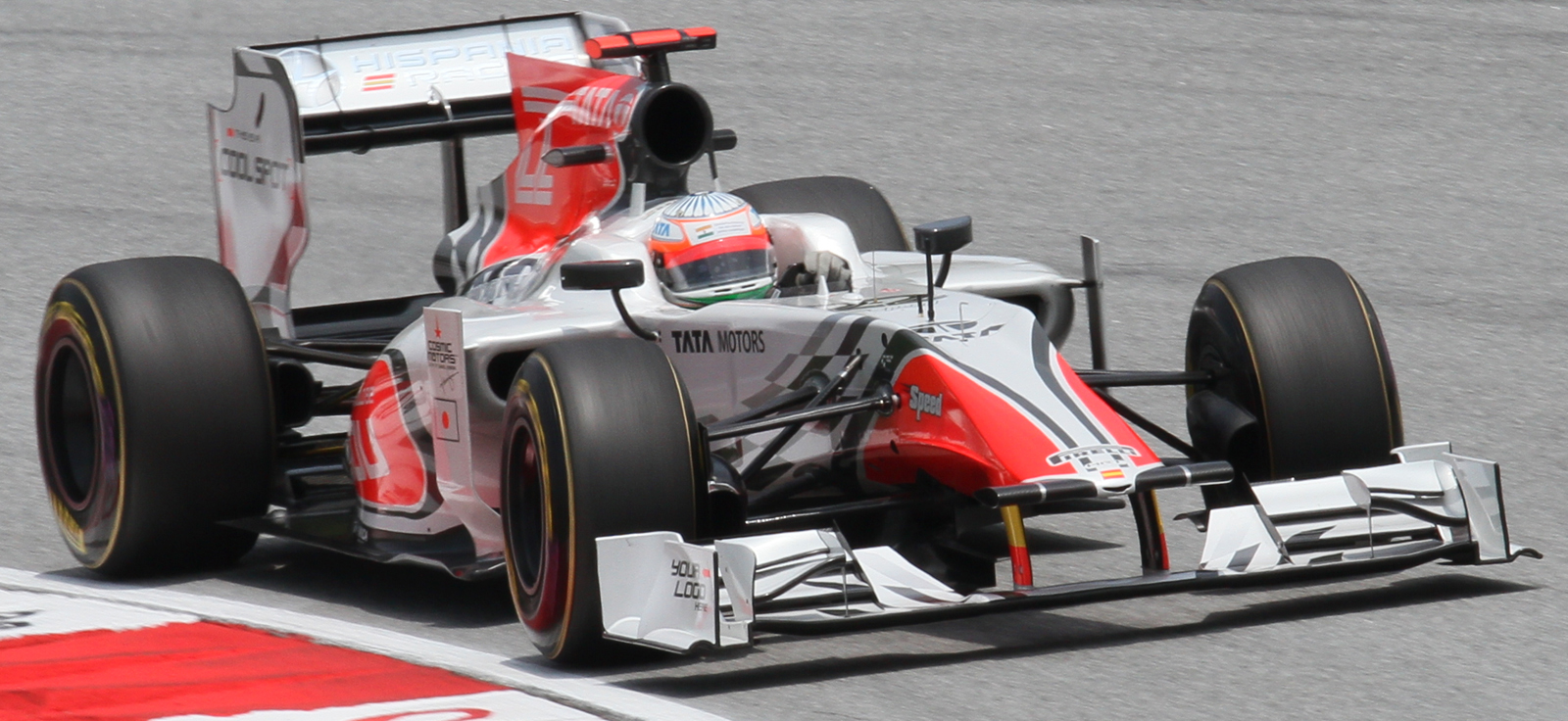
Narain Karthikeyan podczas Grand Prix Malezji 2011

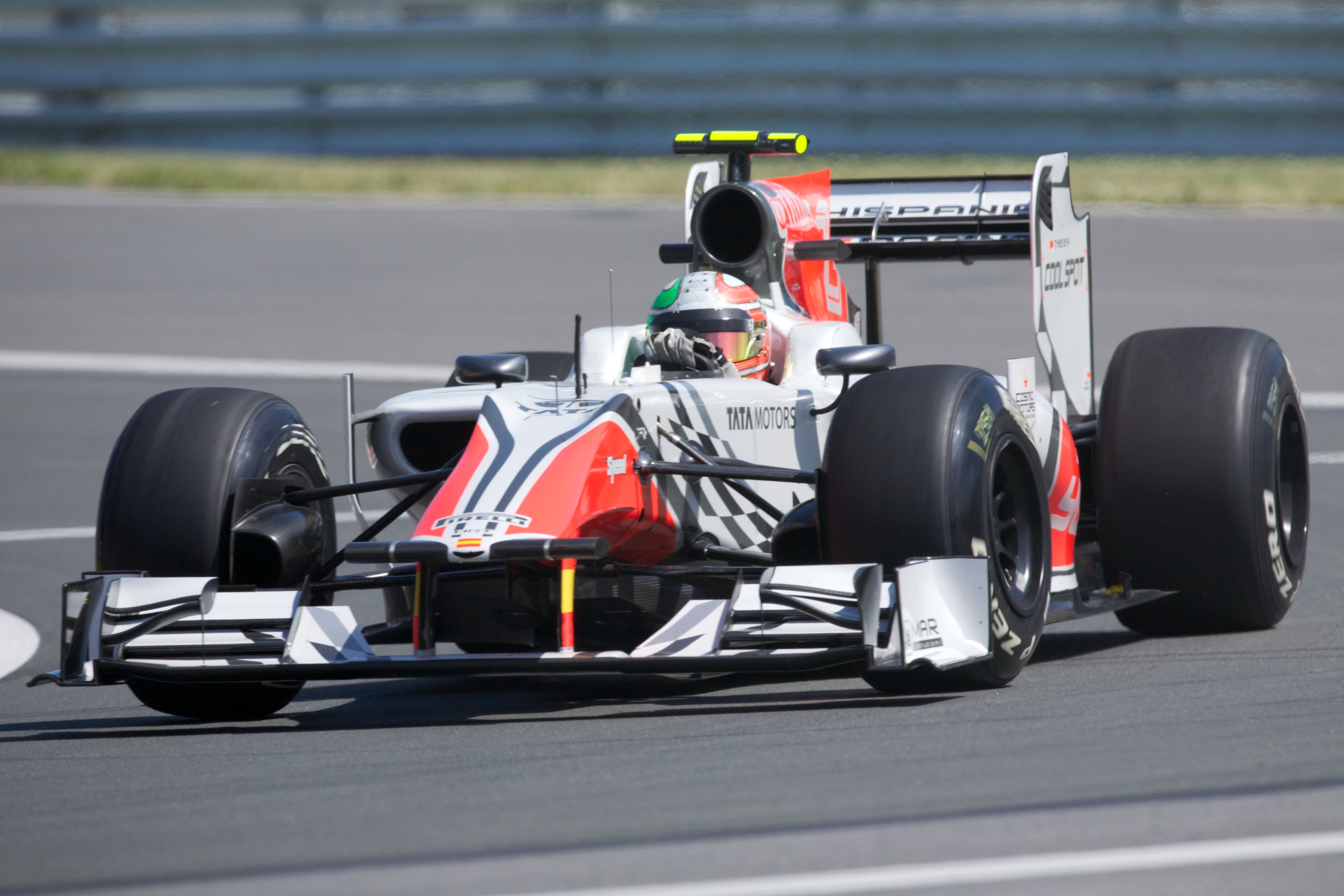
Vitantonio Liuzzi podczas pierwszego treningu do Grand Prix Kanady 2011

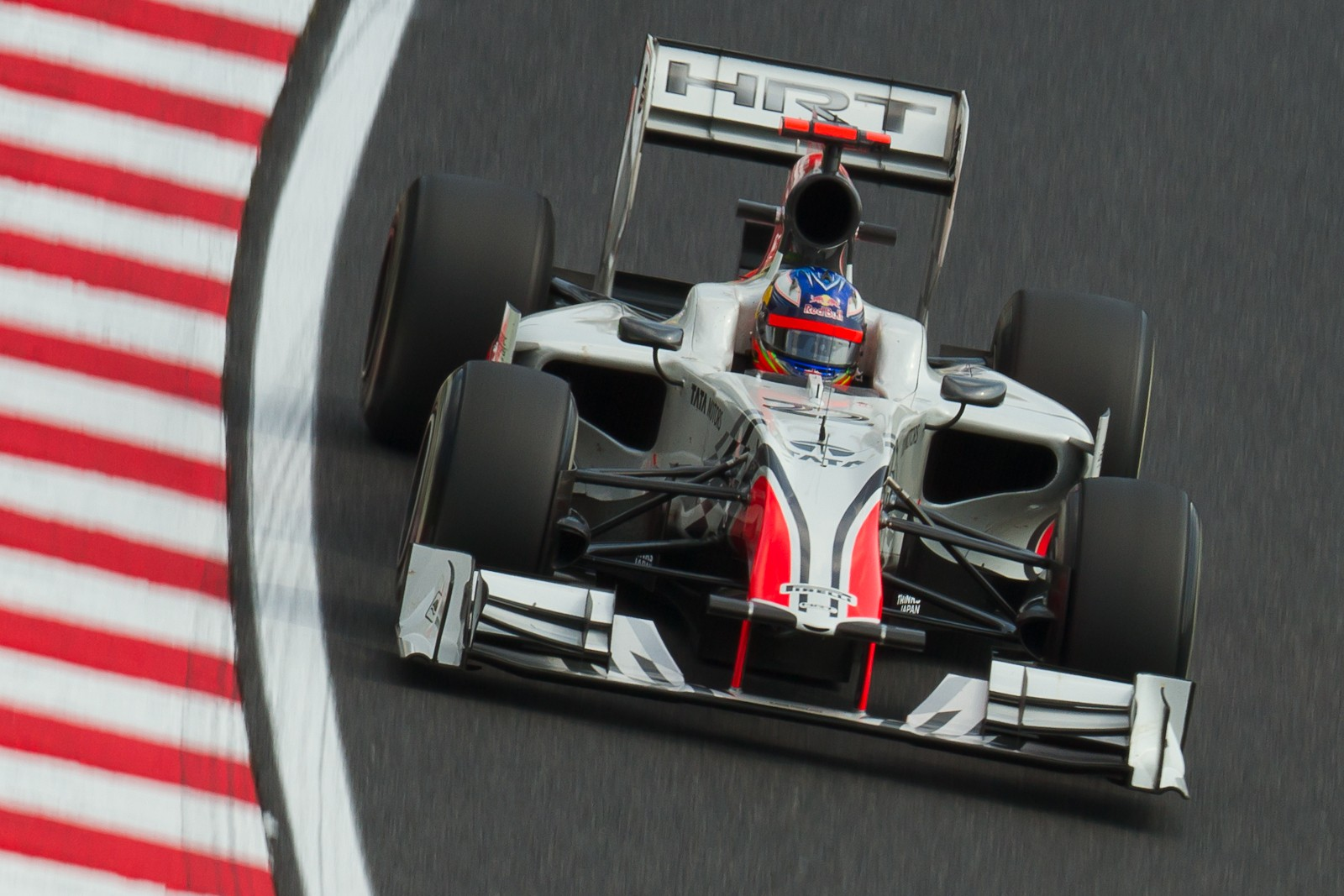
Daniel Ricciardo podczas pierwszego treningu do Grand Prix Japonii 2011

Po zakończeniu sezonu zaczęło się mówić o współpracy hiszpańskiej ekipy z Toyotą, która wycofała się z Formuły 1 po sezonie 2009. Bolid zespołu HRT na rok 2011 miał zostać oparty na projekcie bolidu japońskiego konstruktora – TF110. Samochód ten miał być napędzany zmodyfikowanym silnikiem Toyoty z sezonu 2009. Hiszpański zespół miał również otrzymać bazę Toyoty w Marsdorf pod Kolonią i korzystać z dwóch tuneli aerodynamicznych o wartości 140 milionów złotych. Koszt całej umowy wynosił 26 milionów funtów brytyjskich, jednak do zawarcia umowy nie doszło z powodu niewypłacalności Hispanii.
Dostawca silników dla zespołu – Cosworth oświadczył 21 grudnia 2010, że zarówno Marussia Virgin Racing, jak i Hispania Racing F1 Team nie będą korzystały z systemu KERS tłumacząc to brakiem opłacalności korzystania z systemu.
6 stycznia 2011, Narain Karthikeyan poinformował na swoim Twitterze, iż podpisał kontrakt na starty w sezonie 2011 z hiszpańskim zespołem. Następnego dnia szef HRT, Colin Kolles potwierdził tę informację. W tym samym wywiadzie Niemiec poinformował, iż z listy kandydatów na miejsce w fotelu w bolidzie Hispanii odpadł Bruno Senna, który reprezentował HRT w sezonie 2010.
Tego samego dnia były reprezentant zespołu HRT – Karun Chandhok ogłosił, iż w sezonie 2011 nie będzie reprezentował barw Hispanii.
10 stycznia 2011, zespół HRT podał informację, iż opuścił stowarzyszenie zespołów F1, FOTA. Powodem odejścia jest: Faworyzowanie dużych ekip, które otrzymują większą sumę pieniężną z praw telewizyjnych.
19 stycznia 2011, Pedro de la Rosa, który starał się o miejsce w fotelu bolidu Hispanii, oznajmił iż wyklucza starty w tym zespole. Prawdopodobnie było to związane z tym, że szefostwo zespołu chciało prawie 10 mln euro od kierowcy za możliwość startów w zespole, a Hiszpan nie dysponował takimi środkami.
8 lutego na swojej oficjalnej stronie internetowej, zespół Hispania Racing pokazał komputerową wizualizację swojego bolidu na sezon 2011 o oznaczeniu F111. Auto zostało zaprojektowane na bazie zeszłorocznego bolidu. Zaprezentowano także całkowicie nowe malowanie, które niczym nie przypomina malowania bolidu z sezonu 2010.
7 marca zespół HRT potwierdził, iż w sezonie 2011 obok Naraina Karthikeyana będzie ścigał się Vitantonio Liuzzi. Włoch ścigał się już w Formule 1 zaliczając kilka występów w sezonie 2005 w barwach zespołu Red Bull Racing. Następnie w sezonie 2006 i 2007 ścigał się w Scuderia Toro Rosso. Jego najlepszą pozycją była szósta lokata podczas Grand Prix Chin 2007. Po półtorarocznej przerwie wrócił z Force India zastępując odchodzącego do Ferrari Giancarlo Fisichellę. Po sezonie 2010, po serii słabych rezultatów, mimo obowiązującego kontraktu został zwolniony z hinduskiej ekipy.
11 marca zespół HRT zaprezentował publicznie bolid w czasie przerwy podczas testów nowych bolidów w Montemelo. Następnego dnia, szef zespołu Colin Kolles podał informacje że podczas ostatniego dnia testów, Hispania F111 nie zadebiutuje na torze z powodu zatrzymania amortyzatorów przez urząd celny.
13 marca, zespół podał informację, że nowym sponsorem zespołu została firma, Panda Secruity specjalizująca się w robieniu programów antywirusowych na komputery.
25 marca rozpoczął się weekend wyścigowy do Grand Prix Australii 2011. W pierwszym treningu żaden z kierowców HRT nie wyjechał na tor ponieważ bolidy były składane. Pod koniec drugiego treningu na tor wyjechał wyłącznie Vitantonio Liuzzi, który przejechał tylko jedno okrążenie instalacyjne. 26 marca podczas trzeciego treningu Narain Karthikeyan wykonał dwa pomiarowe okrążenia bolidem. Czas który osiągnął był o 17 sekund gorszy od najszybszego Sebastiana Vettela. Tego samego dnia podczas kwalifikacji wyjechali na tor obaj kierowcy zespołu. Vitantonio Liuzzi uzyskał czas 1:32,978, a Narain Karthikeyan 1:34,293, lecz obaj kierowcy nie zakwalifikowali się do wyścigu ponieważ nie zmieścili się w barierze czasowej 1:31,266 (107% czasu najszybszego okrążenia pierwszej części sesji kwalifikacyjnej).
8 kwietnia rozpoczął się weekend wyścigowy do Grand Prix Malezji na torze Sepang International Circuit. Podczas pierwszego treningu Narain Karthikeyan uzyskał 23. czas, a jego zespołowy partner Vitantonio Liuzzi, 22. Hindus przejechał 10, a Włoch 20 okrążeń. W drugim treningu Liuzzi był 22., a Karthikeyan 21. Obaj kierowcy łącznie podczas tej sesji przejechali 29 okrążeń. W trzecim treningu do Grand Prix Malezji, obaj kierowcy zespołu zakończyli sesję ostatni. Karthikeyan zakończył sesję z 24. czasem, a Liuzzi odnotował 23. rezultat jednego okrążenia. Podczas kwalifikacji obaj kierowcy zespołu zakwalifikowali się do wyścigu. Narain był 24. z czasem 1:42,748 przejeżdżając siedem okrążeń, a Vitantonio miał 23. rezultat z czasem 1:41,549, także przejeżdżając siedem okrążeń. Podczas wyścigu który odbył się 10 kwietnia obaj kierowcy nie ukończyli wyścigu. Karthikeyan wycofał się z niego na siedemnastym okrążeniu a Liuzzi czterdziestym szóstym.
15 kwietnia 2011 podczas pierwszego treningu do Grand Prix Chin, Vitantonio Liuzzi zdołał pokonać Timo Glocka z zespołu Marussia Virgin Racing kończąc sesję na 21. miejscu, a Narain Karthikeyan był ostatni za Luizem Razią, który zastępował w bolidzie Lotusa Jarno Trullego. Podczas drugiego treningu Narain Karthikeyan ukończył sesję z 20. rezultatem, a Vitantonio 21. przejeżdżając jedno okrążenie pomiarowe pokonując przy tym obu zawodników Marussia Virgin Racing i Paula di Restę, który nie pojawił się na torze. Podczas kwalifikacji do Grand Prix Chin obaj zawodnicy HRT zakwalifikowali się do wyścigu ostatni. 24. był Narain, a 23. Vitantonio. Wyścig ukończyli obaj zawodnicy. Narain był 23., a Vitantonio 22.
29 kwietnia, zespół HRT podał informację iż podpisał trzyletnią umowę z hinduską firmą produkującą baterie, Base Batteries na zaopatrzenie zespołu w baterie i sponsoring.
6 maja rozpoczął się weekend wyścigowy do Grand Prix Turcji. Podczas pierwszego treningu, Vitantonio Liuzzi ustanowił szesnasty czas a dwudziesty Narain Karthikeyan. W drugim treningu na torze nie pojawił się Sebastian Vettel dzięki czemu obaj kierowcy HRT nie byli ostatni. Viatntonio był 23. a Narain 22. Podczas trzeciego treningu przed kwalifikacjami, obaj kierowcy tę sesję zakończyli ostatni. Karthikeyan był 24. a Liuzzi 23. Podczas kwalifikacji, Narain zakwalifikował się do wyścigu na 23. miejscu zaś Vitantonio na 21. Jednakże Jerome d’Ambrosio dostał karę przesunięcia o pięć pozycji na starcie za ignorowanie żółtych flag podczas drugiego treningu dzięki czemu Narain startował z 22 miejsca a Vitantonio z 20. Wyścig który rozpoczął się następnego dnia, ukończyli obaj kierowcy. Vitantonio na ostatnim, 22. miejscu a Narain na 21. miejscu.
20 maja odbył się pierwszy trening do Grand Prix Hiszpanii 2011 podczas to którego Narain Karthikeyan ukończył sesję na ostatnim miejscu, zaś jego partner zespołowy Vitantonio Liuzzi był 22. przed Jarno Trullim z Team Lotus. Następna sesja treningowa rozegrana tego samego dnia, zakończyła się dla kierowców ostatnimi miejscami. Vitantonio był 24. a Narain 23. 21 maja została rozegrana trzecia sesja treningowa podczas to której Vitantonio był 21. przed Jerome d’Ambrosio i Nickiem Heidfeldem. Narain sesję zakończył z ostatnim czasem. Sesja kwalifikacyjna rozegrana kilka godzin po trzecim treningu, była bardzo udana dla zawodników Hispanii. Narain zakwalifikował się do wyścigu na 22. miejscu przed d’Ambrosio z Virgin Racing i Nickiem Heidfeldem z Lotus Renault GP, który nie wystartował w sesji z powodu uszkodzeń po pożarze auta w trzecim treningu. Liuzzi zakwalifikował się do wyścigu na 21. miejscu. Udział w wyścigu na 28 okrążeniu zakończył Vitantonio z powodu awarii skrzyni biegów. Wyścig ukończył Narain na 21. miejscu z pięcioma okrążeniami straty do zwycięzcy wyścigu Sebastiana Vettela.
Tydzień później, w czwartek rozpoczął się weekend wyścigowy do Grand Prix Monako 2011. Pierwszy trening obaj kierowcy HRT nie ukończyli ostatni. Narain był 23. a Vitantonio 22., który rozbił swój bolid przy wyjeździe z tunelu uszkadzając przednią część auta. W drugiej sesji na tor wyjechał tylko Narain który został sklasyfikowany na przedostatnim 23. miejscu. Liuzzi nie pojawił się na torze z powodu uszkodzeń auta wywołanych podczas wypadku w pierwszej sesji treningowej.
W trzeciej sesji która odbyła się dwa dni później, kierowcy ponownie nie byli ostatni. Narain był 23., a Vitantonio 22. rozbijając doszczętnie pod koniec sesji swój bolid na bandzie z opon umieszczonej przy wyjściu z pierwszego zakrętu. W kwalifikacjach nie pojawili się obaj reprezentanci HRT. Liuzzi z powodu zbyt dużych uszkodzeń auta po wypadku w treningu, a Karthikeyan z powodu awarii Hispanii F111. Sędziowie postanowili dać pozwolenie HRT na start w wyścigu ponieważ w trzeciej sesji obaj kierowcy ustanowili czas mieszczący się w regule 107%. Podczas wyścigu rozegranego następnego dnia, obaj kierowcy HRT ukończyli wyścig osiągając tym samym dotychczas najlepszy rezultat dla zespołu z Murcji w tym sezonie. Narain ukończył wyścig ostatni na 17. miejscu, a Vitantonio na 16.
10 czerwca podczas pierwszego treningu do Grand Prix Kanady, Narain Karthikeyan sesję ukończył ostatni na 24. miejscu za Timo Glockiem, a zaś Vitantonio Liuzzi na 22. miejscu. Drugą sesję obaj kierowcy zakończyli na 23. i 22. miejscu. Przedostatni był Narain, a 22. Vitantonio. Obaj kierowcy ukończyli sesję przed Jerome d’Ambrosio. 3 Trening, który odbył się następnego dnia, był bardzo udany dla kierowców HRT. Karthikeyan ukończył sesję z 22. czasem, a Liuzzi z 20. W kwalifikacjach na 21. miejscu, zakwalifikował się Vitantonio Liuzzi, a Narain Karthikeyan na 23. będąc przez część sesji zagrożonym niezakwalifikowaniem się do wyścigu co mu się w końcu udało. Chaotyczny wyścig który odbył się następnego dnia, ukończyli obaj zawodnicy HRT. Liuzzi na metę dojechał 13. osiągając tym samym najlepszy wynik w historii zespołu. Za Liuzzim na mecie zameldował się na 14. pozycji Narain Karthikeyan, lecz dostał karę doliczenia 20 sekund do końcowego rezultatu za ścięcie szykany wyprzedzając tym samym bolidy Virgin Racing.
Pierwszą sesję treningową do Grand Prix Europy, kierowcy nie zakończyli ostatni. 23. był Narain Karthikeyan przed swoim rodakiem i testerem Team Lotus, Karunem Chandhokiem, zaś Liuzzi był 22. Drugi trening zakończył się dla zawodników HRT na tych samych pozycjach co w poprzednim treningu. Trzecią sesję treningową ukończył na 24. pozycji Narain Karthikeyan. Dwie pozycje wyżej, na 22. miejscu zakończył trening Vitantonio Liuzzi. Kwalifikacje zakończyły się dla hiszpańskiego teamu na tych samych pozycjach co w trzecim treningu. Obaj zawodnicy zakwalifikowali się do niedzielnej rywalizacji. Wyścig ukończyli obaj zawodnicy zespołu. 24. był Karthikeyan, a 23. Liuzzi.
30 czerwca, Daniel Ricciardo – kierowca testowy zespołów Scuderia Toro Rosso i Red Bull Racing, poinformował iż od Grand Prix Wielkiej Brytanii zastąpi w bolidzie Naraina Karthikeyana. Hindus powróci do zespołu na Grand Prix Indii, które odbędzie się 30 października.

### Sprzedaż zespołu i zmiana nazwy na HRT Formula One Team
4 lipca 2011, hiszpańska spółka inwestycyjna Thesan Capital – przejęła pakiet kontrolny w zespole stając się jego nowym właścicielem.
19 lipca 2011, nowy właściciel zespołu, zmienił nazwę ekipy z Hispania Racing Formula One Team na HRT Formula One Team zmieniając również oficjalne logo.

#### Sezon 2011
W pierwszym treningu do Grand Prix Wielkiej Brytanii, Daniel Ricciardo ustanowił 24. rezultat, a Vitantonio Liuzzi 22. W drugiej sesji treningowej, 24. czas uzyskał Liuzzi, a 23. Ricciardo. W trzecim treningu który odbył się następnego dnia, obaj kierowcy HRT zakończyli w niej zmagania na tych samych pozycjach co drugi trening. W kwalifikacjach, obaj kierowcy hiszpańskiej ekipy, zakwalifikowali się do niedzielnej rywalizacji na odpowiednio 24. i 23. pozycji. Ostatni był debiutujący Daniel Ricciardo, a przedostatni Vitantonio Liuzzi. Niedzielny wyścig ukończyli obaj zawodnicy Hispanii. Na ostatnim, 19. miejscu, wyścig zakończył Ricciardo za Vitantonio Liuzzim który był 18.
22 lipca, podczas pierwszego treningu do Grand Prix Niemiec, zamiast Vitantonio Liuzziego, pojechał Narain Karthikeyan. Obaj zawodnicy nie byli ostatni. 22. był Daniel Ricciardo, a 20. Narain Karthikeyan. W drugim treningu, po raz kolejny kierowcy nie byli ostatni. Na 23. miejscu trening zakończył Ricciardo, a na 22. Liuzzi. W trzeciej sesji treningowej, rozegranej następnego dnia – z ostatnim czasem zakończył ją Daniel, a z 21. Vitantonio. W kwalifikacjach obaj kierowcy, dostali się do wyścigu. Daniel po wykluczeniu z kwalifikacji Sébastiena Buemiego i karze dla Liuzziego, startował z 22. pola. Vitantonio zaś, po karze za wymianę skrzyni biegów i wykluczeniu Buemiego, startował 23. Na 19. miejscu, wyścig zakończył Ricciardo ze startą trzech okrążeń do zwycięzcy wyścigu – Lewisa Hamiltona. Liuzzi odpadł z rywalizacji na 37 okrążeniu ze względu na awarię elektryki.
29 lipca, rozpoczął się weekend wyścigowy do Grand Prix Węgier. W pierwszej sesji treningowej, obaj zawodnicy HRT, byli ostatni. 24. był Daniel, a 23. Vitantonio. W drugim treningu, 24. był Liuzzi, a 23. Ricciardo. Trzecią sesję, rozegraną następnego dnia, Vitantonio Liuzzi ukończył na 24. miejscu a zaś Daniel Ricciardo – na 22. W kwalifikacjach, zawodnicy HRT zakwalifikowali się do wyścigu, przedzielając obu kierowców Virgin Racing. 23. był Ricciardo, a 22. Liuzzi. Wyścig ukończyli obaj kierowcy. 20. był Liuzzi, a 18. Ricciardo.
21 sierpnia 2011, Narain Karthikeyan podczas konferencji prasowej zorganizowanej przez Jaypee Group, potwierdził swój powrót do HRT na Grand Prix Indii 2011.
26 sierpnia rozpoczęło się Grand Prix Belgii na torze Spa-Francorchamps. W pierwszym treningu na 24. miejscu, został sklasyfikowany Daniel Ricciardo. 18. był Liuzzi który był szybszy od partnera zespołowego o blisko dwie sekundy. W drugiej sesji treningowej 23. był Ricciardo, a 22. Liuzzi. Podczas trzeciej i ostatniej sesji treningowej, na 22. miejscu uplasował się Vitantonio Liuzzi zaraz za 21. Danielem Ricciardo. Oboje znaleźli się przed zawodnikami zespołu Ferrari. W kwalifikacjach, Ricciardo i Liuzzi nie zakwalifikowali się do wyścigu. Vitantonio miał stratę do najszybszego Jensona Buttona blisko o 10 sekund a Daniel o dwanaście. Jednakże FIA postanowiła dopuścić zawodników HRT do wyścigu, ponieważ według nich obaj kierowcy byli konkurencyjni w treningach. W wyścigu który odbył się następnego dnia, do mety dojechał tylko Liuzzi. Został sklasyfikowany na ostatnim 19. miejscu ze startą jednego okrążenia do zwycięzcy wyścigu – Sebastiana Vettela. Ricciardo wycofał się z wyścigu na 13. okrążeniu ze względu na problemy z tyłem bolidu.
9 września odbył się pierwszy trening do Grand Prix Włoch 2011. W pierwszej sesji 21. czas uzyskał Ricciardo, a 22. Liuzzi. W drugim treningu 24. czas miał Ricciardo, a 21. Liuzzi. Następnego dnia odbyła się trzecia i ostatnia sesja treningowa. 24. czas uzyskał ponownie Daniel Ricciardo, a 22. Vitantonio Liuzzi. W czasówce która odbyła się kilka godzin później, obaj zawodnicy HRT byli ostatni. 24. czas uzyskał Liuzzi a 23. Ricciardo. W wyścigu który odbył się następnego dnia, obaj kierowcy zespołu nie zostali sklasyfikowani. Vitantonio odpadł już na pierwszym okrążeniu doprowadzając do kolizji pomiędzy nim a Nico Rosbergiem i Witalijiem Pietrowem. Danielowi na starcie zaś zgasł silnik. W garażu, mechanicy ponownie uruchomili motor Coswortha i Australijczyk na 14. okrążeniu dołączył do rywalizacji. Jednakże przejechał on zbyt mały dystans wyścigu aby zostać uwzględnionym w klasyfikacji.
W pierwszym treningu do GP Singapuru wystartował Karthikeyan, zastępując Vitantonio Liuzziego. Ricciardo był 23, a Karthikeyan 24. Drugi trening zakończył się takimi samymi pozycjami kierowców, co w poprzednim. W trzecim treningu Ricciardo był 21., a Liuzzi 24. W kwalifikacjach kierowcy HRT byli ostatni, Ricciardo 23, a Liuzzi 24. W wyścigu Liuzzi był 20. ze stratą 4 okrążeń do zwycięzcy Grand Prix, a Ricciardo 19., również ze stratą czterech okrążeń.

## Pracownicy zespołu HRT
| Funkcja                                 | Pracownik          |
| --------------------------------------- | ------------------ |
| Kierowcy wyścigowi                      | Pedro de la Rosa   |
| Kierowcy wyścigowi                      | Narain Karthikeyan |
| Kierowcy testowi i rezerwowi            | Dani Clos          |
| Kierowcy testowi i rezerwowi            | Vitantonio Liuzzi  |
| Szef zespołu                            | Luis Pérez-Sala    |
| Dyrektor techniczny                     | Toni Cuquerella    |
| Główny inżynier wyścigowy               | Toni Cuquerella    |
| Inżynier do spraw niezawodności         | Jesús Sánchez      |
| Szef działu ds. aerodynamiki            | Stephane Chosse    |
| Menedżer zespołu                        | Carlos Nunes       |
| Inżynier wyścigowy Pedro De la Rosy     | Mark Hutcheson     |
| Inżynier wyścigowy Naraina Karthikeyana | Angel Baena        |

## Wyniki w Formule 1
| Legenda oznaczeń w tabelach wyników Wyświetl szablon na nowej stronie | Legenda oznaczeń w tabelach wyników Wyświetl szablon na nowej stronie                                                                     |
| Oznaczenie                                                            | Wyjaśnienie |
| --------------------------------------------------------------------- | --- |
| Złoty                                                                 | Zwycięzca lub mistrzostwo |
| Srebrny                                                               | 2. miejsce lub wicemistrzostwo |
| Brązowy                                                               | 3. miejsce lub II wicemistrzostwo |
| Zielony                                                               | Ukończył, punktował (w klasyfikacji generalnej, gdy zdobył co najmniej jeden punkt na przestrzeni sezonu, poza trzema powyższymi opcjami) |
| Niebieski                                                             | Ukończył, nie punktował (w klasyfikacji generalnej, gdy nie zdobył co najmniej jednego punktu na przestrzeni sezonu)                      |
| Czerwony                                                              | Nie zakwalifikował się (NZ) |
| Czerwony                                                              | Nie prekwalifikował się (NPK) |
| Różowy                                                                | Nie ukończył (NU) |
| Różowy                                                                | Niesklasyfikowany (NS) (w klasyfikacji generalnej, gdy nie został sklasyfikowany w żadnym wyścigu sezonu)                                 |
| Czarny                                                                | Zdyskwalifikowany (DK) |
| Czarny                                                                | Wykluczony (WYK/EX) |
| Biały                                                                 | Nie wystartował (NW) |
| Biały                                                                 | Kontuzjowany (K/INJ) |
| Biały                                                                 | Wyścig odwołany (OD/C) |
| Bez koloru                                                            | Został wycofany (WYC/WD) |
| Bez koloru                                                            | Nie przybył (NP/DNA) |
| Bez koloru                                                            | Nie brał udziału w treningach (NT/DNP) |
| Bez koloru                                                            | Nie został zgłoszony (–) |
| Pogrubienie                                                           | Start z pole position |
| Kursywa                                                               | Najszybsze okrążenie wyścigu |
| †                                                                     | Nie ukończył, ale jego rezultat został zaliczony ze względu na przejechanie więcej niż 90% dystansu wyścigu.                              |
| *                                                                     | Sezon w trakcie |
| 1/2/3                                                                 | Punktowana pozycja w sprincie kwalifikacyjnym                                                                                             |
| Lista systemów punktacji Formuły 1                                    | |

| Sezon | Konstruktor  | Kierowcy           | Wyniki w poszczególnych eliminacjach | Wyniki w poszczególnych eliminacjach | Wyniki w poszczególnych eliminacjach | Wyniki w poszczególnych eliminacjach | Wyniki w poszczególnych eliminacjach | Wyniki w poszczególnych eliminacjach | Wyniki w poszczególnych eliminacjach | Wyniki w poszczególnych eliminacjach | Wyniki w poszczególnych eliminacjach | Wyniki w poszczególnych eliminacjach | Wyniki w poszczególnych eliminacjach | Wyniki w poszczególnych eliminacjach | Wyniki w poszczególnych eliminacjach | Wyniki w poszczególnych eliminacjach | Wyniki w poszczególnych eliminacjach | Wyniki w poszczególnych eliminacjach | Wyniki w poszczególnych eliminacjach | Wyniki w poszczególnych eliminacjach | Wyniki w poszczególnych eliminacjach | Wyniki w poszczególnych eliminacjach | Wyniki kierowców | Wyniki kierowców | Wyniki konstruktora | Wyniki konstruktora |
| 2010  |              |                    | Bahrajn                              | Australia                            | Malezja                              |                                      | Hiszpania                            | Monako                               | Turcja                               | Kanada                               | Unia Europejska                      | Wielka Brytania                      | Niemcy                               | Węgry                                | Belgia                               | Włochy                               | Singapur                             | Japonia                              | Korea Południowa                     | Brazylia                             |                                      |                                      | Pkt.             | Msc.             | Pkt.                | Msc.                |
| ----- | ------------ | ------------------ | ------------------------------------ | ------------------------------------ | ------------------------------------ | ------------------------------------ | ------------------------------------ | ------------------------------------ | ------------------------------------ | ------------------------------------ | ------------------------------------ | ------------------------------------ | ------------------------------------ | ------------------------------------ | ------------------------------------ | ------------------------------------ | ------------------------------------ | ------------------------------------ | ------------------------------------ | ------------------------------------ | ------------------------------------ | ------------------------------------ | ---------------- | ---------------- | ------------------- | ------------------- |
| 2010  | HRT-Cosworth | Karun Chandhok     | NU                                   | 14                                   | 15                                   | 17                                   | NU                                   | 14†                                  | 20                                   | 18                                   | 18                                   | 19                                   | –                                    | –                                    | –                                    | –                                    | –                                    | –                                    | –                                    | –                                    | –                                    |                                      | 0                | 22               | 0                   | 11                  |
| 2010  | HRT-Cosworth | Bruno Senna        | NU                                   | NU                                   | 16                                   | 16                                   | NU                                   | NU                                   | NU                                   | NU                                   | 20                                   | –                                    | 19                                   | 17                                   | NU                                   | NU                                   | NU                                   | 15                                   | 14                                   | 21                                   | 19                                   |                                      | 0                | 23               | 0                   | 11                  |
| 2010  | HRT-Cosworth | Sakon Yamamoto     | –                                    | –                                    | –                                    | –                                    | –                                    | –                                    | –                                    | –                                    | –                                    | 20                                   | NU                                   | 19                                   | 20                                   | 19                                   | –                                    | 16                                   | 15                                   | –                                    | –                                    |                                      | 0                | 26               | 0                   | 11                  |
| 2010  | HRT-Cosworth | Christian Klien    | –                                    | –                                    | –                                    | –                                    | –                                    | –                                    | –                                    | –                                    | –                                    | –                                    | –                                    | –                                    | –                                    | –                                    | NU                                   | –                                    | –                                    | 22                                   | 20                                   |                                      | 0                | 27               | 0                   | 11                  |
| 2011  |              |                    | Australia                            | Malezja                              |                                      | Turcja                               | Hiszpania                            | Monako                               | Kanada                               | Unia Europejska                      | Wielka Brytania                      | Niemcy                               | Węgry                                | Belgia                               | Włochy                               | Singapur                             | Japonia                              | Korea Południowa                     | Indie                                |                                      | Brazylia                             |                                      | Pkt.             | Msc.             | Pkt.                | Msc.                |
| 2011  | HRT-Cosworth | Narain Karthikeyan | NZ                                   | NU                                   | 23                                   | 21                                   | 21                                   | 17                                   | 17                                   | 24                                   | –                                    | –                                    | –                                    | –                                    | –                                    | –                                    | –                                    | –                                    | 17                                   | –                                    | –                                    |                                      | 0                | 26               | 0                   | 11                  |
| 2011  | HRT-Cosworth | Daniel Ricciardo   | –                                    | –                                    | –                                    | –                                    | –                                    | –                                    | –                                    | –                                    | 19                                   | 19                                   | 18                                   | NU                                   | NU                                   | 19                                   | 22                                   | 19                                   | 18                                   | NU                                   | 20                                   |                                      | 0                | 27               | 0                   | 11                  |
| 2011  | HRT-Cosworth | Vitantonio Liuzzi  | NZ                                   | NU                                   | 22                                   | 22                                   | NU                                   | 16                                   | 13                                   | 23                                   | 18                                   | NU                                   | 20                                   | 19                                   | NU                                   | 20                                   | 23                                   | 21                                   | –                                    | 20                                   | NU                                   |                                      | 0                | 23               | 0                   | 11                  |
| 2012  |              |                    | Australia                            | Malezja                              |                                      | Bahrajn                              | Hiszpania                            | Monako                               | Kanada                               | Unia Europejska                      | Wielka Brytania                      | Niemcy                               | Węgry                                | Belgia                               | Włochy                               | Singapur                             | Japonia                              | Korea Południowa                     | Indie                                |                                      | Stany Zjednoczone                    | Brazylia                             | Pkt.             | Msc.             | Pkt.                | Msc.                |
| 2012  | HRT-Cosworth | Pedro de la Rosa   | NZ                                   | 21                                   | 21                                   | 20                                   | 19                                   | NU                                   | NU                                   | 17                                   | 20                                   | 21                                   | 22                                   | 18                                   | 18                                   | 17                                   | 18                                   | NU                                   | NU                                   | 17                                   | 21                                   | 17                                   | 0                | 25               | 0                   | 12                  |
| 2012  | HRT-Cosworth | Narain Karthikeyan | NZ                                   | 22                                   | 22                                   | 21                                   | NU                                   | 15                                   | NU                                   | 18                                   | 21                                   | 23                                   | NU                                   | NU                                   | 19                                   | NU                                   | NU                                   | 20                                   | 21                                   | NU                                   | 22                                   | 18                                   | 0                | 24               | 0                   | 12                  |

## Statystyki
Źródło: f1ultra.pl
| Sezon | Zespół                              | Konstruktor                    | Zgłoszenia | GP | PKT | P.   | P1 | P2 | P3 | Punkt. | PP | NO | NS | DK | NZ |
| --- | ----------------------------------- | ------------------------------ | ---------- | -- | --- | ---- | -- | -- | -- | ------ | -- | -- | -- | -- | -- |
| 2010 | Hispania Racing F1 Team             | Hispania-Cosworth              | 38         | 19 | 0   | 11   | -  | -  | -  | -      | -  | -  | 13 | -  | -  |
| 2011 | Hispania Racing F1 Team HRT F1 Team | Hispania-Cosworth HRT-Cosworth | 38         | 19 | 0   | 11   | -  | -  | -  | -      | -  | -  | 9  | -  | 2  |
| 2012 | HRT F1 Team                         | HRT-Cosworth                   | 40         | 20 | 0   | 12   | -  | -  | -  | -      | -  | -  | 11 | -  | 2  |
| Razem | 2                                   | 2                              | 116        | 58 | 0   | 1x11 | -  | -  | -  | -      | -  | -  | 33 | -  | 4  |
| Sezon | Zespół                              | Konstruktor                    | Zgłoszenia | GP | PKT | P.   | P1 | P2 | P3 | Punkt. | PP | NO | NS | DK | NZ |
| Zgłoszenia - starty wszystkich samochodów; GP - zaliczone Grand Prix; P. - pozycja końcowa; P1, P2, P3 - pozycje na podium; Punkt. - punktował; PP - pole position; NO - najszybsze okrążenia; NS - niesklasyfikowany; DK - dyskwalifikacje; NZ - nie zakwalifikował się |                                     |                                |            |    |     |      |    |    |    |        |    |    |    |    |    |

## Podsumowanie
| Ważne wyścigi     | Ważne wyścigi                                                    |
| ----------------- | ---------------------------------------------------------------- |
| Debiut            | Grand Prix Bahrajnu 2010 ( Karun Chandhok, Bruno Senna)          |
| Ostatni           | Grand Prix Brazylii 2012 ( Narain Karthikeyan, Pedro de la Rosa) |
| Najwyższe pozycje |                                                                  |
| Kwalifikacje      | 18 – Bruno Senna                                                 |
| Wyścig            | 13 – Vitantonio Liuzzi                                           |

## Kierowcy
Źródło: chicanef1.com
|     | Kierowca           | Sezony    | Starty | PP | Wygrane | MŚ | Zespół    |
| --- | ------------------ | --------- | ------ | -- | ------- | -- | --------- |
| BRA | Bruno Senna        | 2010      | 18     | -  | -       | -  | fabryczny |
| IND | Karun Chandhok     | 2010      | 10     | -  | -       | -  | fabryczny |
| JPN | Sakon Yamamoto     | 2010      | 7      | -  | -       | -  | fabryczny |
| AUT | Christian Klien    | 2010      | 3      | -  | -       | -  | fabryczny |
| IND | Narain Karthikeyan | 2011–2012 | 29     | -  | -       | -  | fabryczny |
| ITA | Vitantonio Liuzzi  | 2011      | 18     | -  | -       | -  | fabryczny |
| AUS | Daniel Ricciardo   | 2011      | 11     | -  | -       | -  | fabryczny |
| ESP | Pedro de la Rosa   | 2012      | 20     | -  | -       | -  | fabryczny |

## Informacje techniczne
Źródło: Wyprzedź mnie!
| Sezon | Zespół                              | Podwozie | Silnik (Typ)               | Opony       |
| ----- | ----------------------------------- | -------- | -------------------------- | ----------- |
| 2010  | Hispania Racing F1 Team             | HRT F110 | Cosworth CA2010 (2,4 l V8) | Bridgestone |
| 2011  | Hispania Racing F1 Team HRT F1 Team | HRT F111 | Cosworth CA2011 (2,4 l V8) | Pirelli     |
| 2012  | HRT F1 Team                         | HRT F112 | Cosworth CA2012 (2,4 l V8) | Pirelli     |
| Razem | 2                                   | 3        | 1                          | 2           |
| Sezon | Zespół                              | Podwozie | Silnik (Typ)               | Opony       |